# The Illustrious Prince
The Illustrious Prince er en amerikansk stumfilm fra 1919 af William Worthington.

## Medvirkende
- Sessue Hayakawa som Maiyo
- Mabel Ballin som Penelope Morse
- Harry Lonsdale
- Beverly Travers
- Robert Lawler som Charles Somerfield